# Partito Liberale Democratico Italiano
Il Partito Liberale Democratico Italiano fu un soggetto politico di destra attivo in Italia tra la prima guerra mondiale e l'avvento del fascismo.

## Storia
In seguito alle elezioni del 1913 e all'inaugurazione della XXIV legislatura all'interno della compagine liberale, coloro i quali si proponevano di proseguire l'esperienza della Destra storica costituirono in parlamento il "gruppo liberale", che iniziò a ricevere gradualmente ricevimenti formali regolamenti della Camera dei deputati e durante le consultazioni per le crisi di governo. 
Dopo le elezioni del 1919 e l'introduzione ufficiale dei gruppi parlamentari del 1920, alla Camera si formò ufficialmente il gruppo Liberale, di orientamento prevalentemente conservatore e liberale. Ispirato da Antonio Salandra, era costituito da 23 iscritti e presieduto dall'ex-presidente del Consiglio Paolo Boselli.
Tra i 15 rieletti che aderirono al gruppo Liberale del 1920, ben 13 provenivano dal Fascio parlamentare di difesa nazionale di orientamento interventista costituitosi durante la prima guerra mondiale.
Nel 1921 quale esito del congresso tenuto dal 14 al 15 aprile dalle 15 Liste concordate di liberali, democratici e radicali che alle precedenti elezioni politiche italiane del 1919 si erano presentate con candidati unitari ottenendo il 15,9% dei voti:
- Partito Liberale Democratico (salandrini)[4]
- Partito Monarchico Liberale
- Partito Democratico Liberale (giolittiani)
- Partito dei Liberali Democratici Indipendenti
- Partito Radicale Liberale
- Blocco Democratico Liberale
- Blocco Liberale Democratico

L'unificazione in un solo partito venne decisa di fronte all'avanzata dei partiti Popolare e Fascista. Il primo segretario fu Mario Verdiani, promotore della Federazione del Partito Liberale Democratico Italiano per l'unificazione dei liberali salandrini con i gruppi di destra. Anche lo scrittore Goffredo Bellonci vi aderì.      
Il PLD ebbe vita breve e travagliata a causa delle divergenze di idee e di strategia fra i suoi eterogenei membri, difficilmente conciliabili.
Un successivo congresso del Pldi si tenne nel luglio del 1920 a Roma, con l’obiettivo di promuovere la formazione di un «unico partito liberale» che avrebbe dovuto portare all’unificazione delle forze liberali, dai radicali, ai combattenti del Partito del rinnovamento e ai nazionalisti. Al congresso parteciparono in qualità di osservatori anche due esponenti del gruppo parlamentare di «Democrazia Liberale» (filogiolittiana).
Se tale progetto si dimostrò una prospettiva non realistica, rimase aperta l’alternativa di un'unificazione» tra liberali filo salandrini e filo giolittiani, nonostante l’incomprensione dei primi verso il governo Giolitti-Sforza. 
Le elezioni amministrative avevano premiato le liste liberali e in questa occasione si era scelto di favorire l’intesa con formazioni analoghe.
Dopo le elezioni si tennero alcuni congressi regionali tra cui quello toscano (marzo 1921) e quello dell’Alta Italia, che si svolse a Milano (23 gennaio 1921). A seguito dei congressi regionali venne convocato un congresso nazionale per il 10-12 aprile del 1921. In occasione di questi congressi non fu possibile neanche realizzare  l'unificazione tra liberali di destra e filo giolittiani. Nonostante ciò il Pldi raggiunse una certa forza organizzativa nelle regioni del Centro-Nord (Piemonte, Lombardia, Toscana e Marche) e poteva contare su di un reseau di giornali riuniti nella Federazione della stampa periodica liberal democratica, costituitasi nel settembre 1921.
Il suo primo simbolo fu la Stella d'Italia raggiata (ereditato dal Partito Liberale Democratico del 1919) e che fu utilizzato anche dalle liste dei "Democratici indipendenti" nel 1924; tale patrimonio iconografico comprendeva anche la bandiera tricolore con lo scudo sabaudo e la fiaccola, simboli di inequivocabile ascendenza risorgimentale. 
Alle elezioni del 1921 ottenne il 10,4%. Per un breve periodo i giolittiani ed i salandrini collaborarono, salvo dividersi nuovamente in due distinte fazioni parlamentari,    
il Gruppo Liberal democratico (salandrini) e Democrazia Liberale (giolittiani). 
I contrari all'Unione Liberale, entrarono nel gruppo parlamentare Unione Democratica. Esso aveva unificato liberal democratici e componenti del Partito Democratico Sociale Italiano.
Terminato l'esperimento dell'Unione Democratica – nata per dare successivamente vita ad un solido partito liberale e nazionale che a causa delle chiare divergenze tra la "destra" liberale e la "sinistra" demosociale non era riuscita ad incidere sullo sviluppo del sistema politico italiano – il PLDI partecipò nel 1922 al congresso fondativo del Partito Liberale Italiano confluendovi definitivamente.
In occasione delle Elezioni politiche del 1924 la maggior parte degli ex liberal democratici si candidò nella Lista Nazionale (come, ad esempio, Antonio Salandra e Vittorio Emanuele Orlando), mentre altri appoggiarono la scelta di Giovanni Giolitti di presentare una lista liberale autonoma e quella della "Opposizione costituzionale". Gli eletti nel "Listone" furono complessivamente cinque.

## Risultati elettorali
| Data elezione | Numero di voti | % dei voti | Seggi ottenuti | Differenza |
| ------------- | -------------- | ---------- | -------------- | ---------- |
| 1919          | 904 195        | 15,9       | 96 / 508       | Stabile    |
| 1921          | 684 855        | 10,4       | 68 / 535       | 28         |
| 1924          | 157 932        | 2,2        | 14 / 535       | 54         |